# Stadionul CFR (Simeria)
Stadionul CFR din Simeria este un stadion românesc care este folosit de echipa Marmosim Simeria.